# SN 2007mj
SN 2007mj – supernowa typu Ia odkryta 8 października 2007 roku w galaktyce A033444+0021. W momencie odkrycia miała maksymalną jasność 20,40m.